# المكلة (يافع)

تعديل مصدري - تعديل

المكلة هي إحدى قرى عزلة لبعوس بمديرية يافع التابعة لمحافظة لحج، بلغ تعداد سكانها 3 نسمة حسب تعداد اليمن لعام 2004.